# Home Islands
Die Home Islands sind eine unbewohnte australische Inselgruppe im Korallenmeer. Sie sind Cape Grenville im australischen Bundesstaat Queensland direkt vorgelagert und bestehen aus etwa zehn Inseln oder Felsen.
Bis auf die karg bewachsene Hauptinsel Hicks Island sind die Inseln der Gruppe nahezu vegetationslos.